# اتاق جووانی
اتاق جووانی (به انگلیسی: Giovanni's Room) دومین رمان جیمز بالدوین، منتشر شده در ۱۹۵۶ میلادی است. داستان آن دربارهٔ مرد مهاجر آمریکایی به نام دیوید در پاریس و کنار آمدن او با گرایش جنسیش است.

## خلاصه داستان
دیوید که در نوجوانی تجربه رابطه جنسی با پسری را داشته‌است، تمایل‌های خود را که در جامعه پذیرفته نشده‌اند، سرکوب می‌کند. او در پاریس دختری به نام هلا لینکلن را ملاقات و از او خواستگاری می‌کند. هلا مدتی به اسپانیا می‌رود تا به پیشنهاد او فکر کند. دیوید در این مدت عاشق پسری ایتالیایی به نام جووانی که متصدی بار است می‌شود. عشقی که تا چند ماه ادامه می‌یابد. دیوید که هنوز نمی‌تواند با موضوع همجنس‌گرایی خود کنار بیاید جووانی را رها می‌کند و با هلا به مسافرت می‌رود. هلا دیوید را همراه با دریانوردی در بار همجنس‌گرایان می‌یابد و او را ترک می‌کند. دیوید همچنان در پذیرفتن تمایلات خود در کشش است.